# WORLD DOMINATION
『WORLD DOMINATION』（ワールド・ドミネーション）は、2018年2月14日にCROWN STONES（日本クラウン）から発売されたBAND-MAIDのスタジオ・アルバム。

## 概要
- “WORLD DOMINATION”とは「世界征服」を意味する。
- オリコンウィークリー・アルバム・ランキングで同アルバムがバンド史上初めてトップ10入り（初登場9位）を果たした。
- 2017年12月9日、アルバム『WORLD DOMINATION』のリリースを発表[1]。
- 同アルバムには3rdシングルの「Daydreaming」とそのカップリング「Play」を収録。「Daydreaming」と両A面だった「Choose me」は収録されていない。
- 通常盤（CDのみ）にはボーナストラックとしてMUCCのアルバム『シャングリラ』に収録されている「ハニー」のカバーが収録されている。
- 同アルバムのリードトラックである「DOMINATION」や14曲目の「DICE」はミュージック・ビデオが制作された[2]。
- 「Rock in me」では、小鳩ミクがリードボーカルを務めている。
- 「One and only」はホラー映画『狂い華』の主題歌[3]、「Carry on living」は中京テレビ放送のアニメ『クイズとき子さん』のエンディングテーマに起用された[4]。
- 2021年11月3日に、初回生産限定のレコード盤が発売される[5]。

## 販売形態
- 初回生産限定盤A（CD+Blu-ray）CRCP-40545
- 初回生産限定盤B（CD+DVD）CRCP-4054
- 通常盤（CD）CRCP-40547

## 収録曲
| #   | タイトル                     | 作詞           | 作曲                    | 編曲                    | 時間 |
| --- | ---------------------------- | -------------- | ----------------------- | ----------------------- | ---- |
| 1.  | 「I can't live without you」 | 小鳩ミク       | BAND-MAID               | BAND-MAID               | 3:49 |
| 2.  | 「Play」                     | 小鳩ミク       | BAND-MAID               | BAND-MAID               | 3:19 |
| 3.  | 「One and only」             | 小鳩ミク       | BAND-MAID               | BAND-MAID               | 3:22 |
| 4.  | 「DOMINATION」               | 小鳩ミク       | BAND-MAID               | BAND-MAID               | 3:51 |
| 5.  | 「FATE」                     | 小鳩ミク       | 阿久津健太郎、BAND-MAID | 阿久津健太郎、BAND-MAID | 4:31 |
| 6.  | 「Spirit!!」                 | 小鳩ミク       | BAND-MAID               | BAND-MAID               | 3:41 |
| 7.  | 「Rock in me」               | 小鳩ミク       | TIENOWA、BAND-MAID      | TIENOWA、BAND-MAID      | 3:21 |
| 8.  | 「CLANG」                    | 小鳩ミク       | BAND-MAID               | BAND-MAID               | 4:10 |
| 9.  | 「Turn me on」               | 小鳩ミク       | 阿久津健太郎、BAND-MAID | 阿久津健太郎、BAND-MAID | 4:15 |
| 10. | 「Carry on living」          | 小鳩ミク       | BAND-MAID               | BAND-MAID               | 3:32 |
| 11. | 「Daydreaming」              | 小鳩ミク、彩姫 | BAND-MAID               | BAND-MAID               | 3:57 |
| 12. | 「anemone」                  | 小鳩ミク       | BAND-MAID               | BAND-MAID               | 4:22 |
| 13. | 「Alive-or-Dead」            | 小鳩ミク       | BAND-MAID               | BAND-MAID               | 3:44 |
| 14. | 「DICE」                     | 小鳩ミク       | BAND-MAID               | BAND-MAID               | 4:02 |

| #   | タイトル   | 作詞 | 作曲 | 編曲 | 時間 |
| --- | ---------- | ---- | ---- | ---- | ---- |
| 15. | 「ハニー」 | ミヤ | ミヤ |      | 3:24 |

## Blu-ray・DVD収録曲
BAND-MAIDお給仕TOUR Autum-Winter 2017『燃えるの？萌えないの？どっちなの！？』Tour Final映像（2017年11月23日、新木場STUDIO COAST）
1. CHOOSE ME
2. DON’T YOU TELL ME
3. モラトリアム
4. PUZZLE
5. CROSS
6. MATCHLESS GUM
7. AWKWARD
8. DAYDREAMING
9. YOLO
10. ALONE
11. REAL EXISTENCE
12. TAKE ME HIGHER!!
13. PLAY
14. SECRET MY LIPS
15. THE NON-FICTION DAYS

## タイアップ
One and only
オムニバス映画『狂い華』主題歌
Carry on living
テレビアニメ『クイズとき子さん』エンディングテーマ